# Plamen Nikolov (football, 1961)
Pour les articles homonymes, voir Plamen Nikolov et Nikolov.
Plamen Nikolov est un footballeur bulgare, né le 20 août 1961 à Dryanovo. Il évoluait au poste de gardien de but.
Pendant la petite finale qui oppose la Bulgarie à la Suède à la coupe du monde 1994, il prend, à la mi-temps,la place du gardien titulaire Borislav Mikhailov alors que son équipe est déjà battue 4-0 (score final)

## Palmarès
- Levski Sofia : 
  - Champion de Bulgarie : 1992-93, 1993-94, 1994-95
  - Coupe de Bulgarie de football : 1992, 1994

- Lokomotiv Sofia : Coupe de Bulgarie de football : 1982

- Équipe nationale : demi-finaliste de la Coupe du monde de football 1994